# Natação no Campeonato Europeu de Esportes Aquáticos de 2021 - 200 m borboleta masculino
A prova dos 200 metros borboleta masculino da natação no Campeonato Europeu de Esportes Aquáticos de 2021 ocorreu nos dias 18 e 19 de maio na Arena Danúbio, em Budapeste na Hungria. 

## Calendário
| Fase          | Data       | Hora  |
| ------------- | ---------- | ----- |
| Eliminatórias | 18 de maio | 10:33 |
| Semifinal     | 18 de maio | 18:39 |
| Final         | 19 de maio | 19:43 |

Todos os horários estão no horário local (UTC+1)

## Recordes
Antes desta competição, os recordes eram os seguintes:
|                       | Nadador       | Tempo   | Local   | Data                |
| --------------------- | ------------- | ------- | ------- | ------------------- |
| Recorde mundial       | Kristóf Milák | 1:50.73 | Gwangju | 24 de julho de 2019 |
| Recorde europeu       | Kristóf Milák | 1:50.73 | Gwangju | 24 de julho de 2019 |
| Recorde do campeonato | Kristóf Milák | 1:52.79 | Glasgow | 5 de agosto de 2018 |

Os seguintes novos recordes foram estabelecidos durante esta competição. 
| Data       | Prova | Nadador       | Nacionalidade | Tempo   | Recordes              |
| ---------- | ----- | ------------- | ------------- | ------- | --------------------- |
| 19 de maio | Final | Kristóf Milák | Hungria       | 1:51.10 | Recorde do campeonato |

## Medalhistas
| Ouro                | Prata                   | Bronze                |
| Kristóf Milák (HUN) | Federico Burdisso (ITA) | Tamás Kenderesi (HUN) |

## Resultados

### Eliminatórias
Esses foram os resultados das eliminatórias. 
| Pos. | Bateria | Raia | Nadador               | Nacionalidade      | Tempo   | Notas            |
| ---- | ------- | ---- | --------------------- | ------------------ | ------- | ---------------- |
| 1    | 4       | 4    | Kristóf Milák         | Hungria            | 1:54.38 | Q                |
| 2    | 3       | 3    | Antani Ivanov         | Bulgária           | 1:54.72 | Q,               |
| 3    | 2       | 3    | Krzysztof Chmielewski | Polónia            | 1:55.46 | Q                |
| 4    | 2       | 6    | Noè Ponti             | Suíça              | 1:55.67 | Q                |
| 5    | 2       | 4    | Federico Burdisso     | Itália             | 1:55.73 | Q                |
| 6    | 4       | 1    | Jakub Majerski        | Polónia            | 1:56.27 | Q                |
| 7    | 3       | 6    | Léon Marchand         | França             | 1:56.33 | Q                |
| 8    | 4       | 7    | Giacomo Carini        | Itália             | 1:56.69 | Q                |
| 9    | 3       | 4    | Tamás Kenderesi       | Hungria            | 1:57.02 | Q                |
| 10   | 3       | 0    | Damian Chrzanowski    | Polónia            | 1:57.18 |                  |
| 11   | 3       | 5    | Alexander Kudashev    | Rússia             | 1:57.19 | Q                |
| 12   | 4       | 6    | Louis Croenen         | Bélgica            | 1:57.31 | Q                |
| 13   | 4       | 5    | Denys Kesil           | Ucrânia            | 1:57.32 | Q                |
| 14   | 4       | 2    | Igor Troyanovskyy     | Ucrânia            | 1:57.38 | Q                |
| 15   | 3       | 1    | Kregor Zirk           | Estónia            | 1:57.56 | Q,               |
| 16   | 1       | 7    | Alexei Sancov         | Moldávia           | 1:57.78 | Q,               |
| 17   | 3       | 2    | Ramon Klenz           | Alemanha           | 1:57.96 | Q                |
| 18   | 4       | 3    | Michał Poprawa        | Polónia            | 1:58.11 |                  |
| 19   | 4       | 8    | Ondřej Gemov          | Chéquia            | 1:58.19 |                  |
| 20   | 2       | 8    | Joan Lluís Pons       | Espanha            | 1:58.52 |                  |
| 21   | 3       | 8    | Adam Hlobeň           | Chéquia            | 1:58.57 |                  |
| 22   | 2       | 5    | Bence Biczó           | Hungria            | 1:58.73 |                  |
| 23   | 4       | 0    | Dominik Márk Török    | Hungria            | 1:58.88 |                  |
| 24   | 2       | 1    | Edward Mildred        | Reino Unido        | 1:59.04 |                  |
| 25   | 2       | 0    | Stefanos Dimitriadis  | Grécia             | 1:59.32 |                  |
| 26   | 3       | 9    | Arbidel González      | Espanha            | 1:59.64 |                  |
| 27   | 3       | 7    | Xaver Gschwentner     | Áustria            | 1:59.66 |                  |
| 28   | 2       | 2    | Maksym Shemberev      | Azerbaijão         | 1:59.76 |                  |
| 29   | 2       | 7    | Sebastian Luňák       | Chéquia            | 2:00.00 |                  |
| 30   | 1       | 4    | Marius Toscan         | Suíça              | 2:01.20 |                  |
| 31   | 2       | 9    | Martin Espernberger   | Áustria            | 2:01.79 |                  |
| 32   | 1       | 3    | Joao Soares Carneiro  | Luxemburgo         | 2:01.92 | Recorde nacional |
| 33   | 4       | 9    | Ramil Valizada        | Azerbaijão         | 2:04.80 |                  |
| 34   | 1       | 5    | Ievhen Khrypunov      | Ucrânia            | 2:05.01 |                  |
| 35   | 1       | 6    | Davor Petrovski       | Macedônia do Norte | 2:05.75 |                  |
| 36   | 1       | 2    | Emilien Puyo          | Mónaco             | 2:11.42 |                  |

### Semifinal
Esses foram os resultados das semifinais. 
Semifinal 1
| Pos. | Raia | Nadador            | Nacionalidade | Tempo   | Notas            |
| ---- | ---- | ------------------ | ------------- | ------- | ---------------- |
| 1    | 4    | Antani Ivanov      | Bulgária      | 1:55.45 | Q                |
| 2    | 5    | Noè Ponti          | Suíça         | 1:55.81 | Q                |
| 3    | 6    | Giacomo Carini     | Itália        | 1:55.87 | q                |
| 4    | 2    | Alexander Kudashev | Rússia        | 1:56.43 | q                |
| 5    | 1    | Kregor Zirk        | Estónia       | 1:56.63 | Recorde nacional |
| 6    | 7    | Denys Kesil        | Ucrânia       | 1:56.99 |                  |
| 7    | 3    | Jakub Majerski     | Polónia       | 1:57.58 |                  |
| 8    | 8    | Ramon Klenz        | Alemanha      | 1:58.26 |                  |

Semifinal 2
| Pos. | Raia | Nadador               | Nacionalidade | Tempo   | Notas |
| ---- | ---- | --------------------- | ------------- | ------- | ----- |
| 1    | 2    | Tamás Kenderesi       | Hungria       | 1:54.37 | Q     |
| 2    | 4    | Kristóf Milák         | Hungria       | 1:54.72 | Q     |
| 3    | 3    | Federico Burdisso     | Itália        | 1:55.03 | q     |
| 4    | 7    | Louis Croenen         | Bélgica       | 1:55.96 | q     |
| 5    | 5    | Krzysztof Chmielewski | Polónia       | 1:56.51 |       |
| 6    | 1    | Igor Troyanovskyy     | Ucrânia       | 1:56.96 |       |
| 7    | 6    | Léon Marchand         | França        | 1:57.77 |       |
| 8    | 8    | Alexei Sancov         | Moldávia      | 1:57.85 |       |

### Final
Esse foi o resultado da final. 
| Pos.              | Raia | Nadador            | Nacionalidade | Tempo   | Notas                 |
| ----------------- | ---- | ------------------ | ------------- | ------- | --------------------- |
| Medalha de ouro   | 5    | Kristóf Milák      | Hungria       | 1:51.10 | Recorde do campeonato |
| Medalha de prata  | 3    | Federico Burdisso  | Itália        | 1:54.28 | Recorde nacional      |
| Medalha de bronze | 4    | Tamás Kenderesi    | Hungria       | 1:54.43 |                       |
| 4                 | 6    | Antani Ivanov      | Bulgária      | 1:54.50 | Recorde nacional      |
| 5                 | 2    | Noè Ponti          | Suíça         | 1:55.18 |                       |
| 6                 | 1    | Louis Croenen      | Bélgica       | 1:55.69 |                       |
| 7                 | 8    | Alexander Kudashev | Rússia        | 1:56.33 |                       |
| 8                 | 7    | Giacomo Carini     | Itália        | 1:56.69 |                       |

Legenda
| Recorde mundial       | Recorde mundial (World record)               |                       | Recorde africano                      | Recorde africano (African) |                                           | Q | Classificado por posição (Qualified) |
| Recorde do campeonato | Recorde do campeonato (Championship record)  | Recorde da América    | Recorde da América (Americas)         | q                          | Classificado por melhor tempo (Qualified) |   |                                      |
| Melhor marca do ano   | Melhor marca do ano (World leading)          | Recorde asiático      | Recorde asiático (Asian)              | DNS                        | Não largou (Did not start)                |   |                                      |
| Recorde nacional      | Recorde nacional (National record)           | Recorde europeu       | Recorde europeu (European)            | DNF                        | Não terminou (Did not finish)             |   |                                      |
| Recorde pessoal       | Recorde pessoal do atleta (Personal best)    | Recorde da Oceania    | Recorde da Oceania (Oceania)          | DSQ / DQ                   | Desclassificado (Disqualified)            |   |                                      |
| Recorde da temporada  | Recorde da temporada do atleta (Season best) | Recorde sul-americano | Recorde sul-americano (South America) | NM                         | Sem marca (No mark)                       |   |                                      |